# Pheromon

Strukturformel von Bombykol, dem ersten eindeutig chemisch identifizierten Insektenpheromon

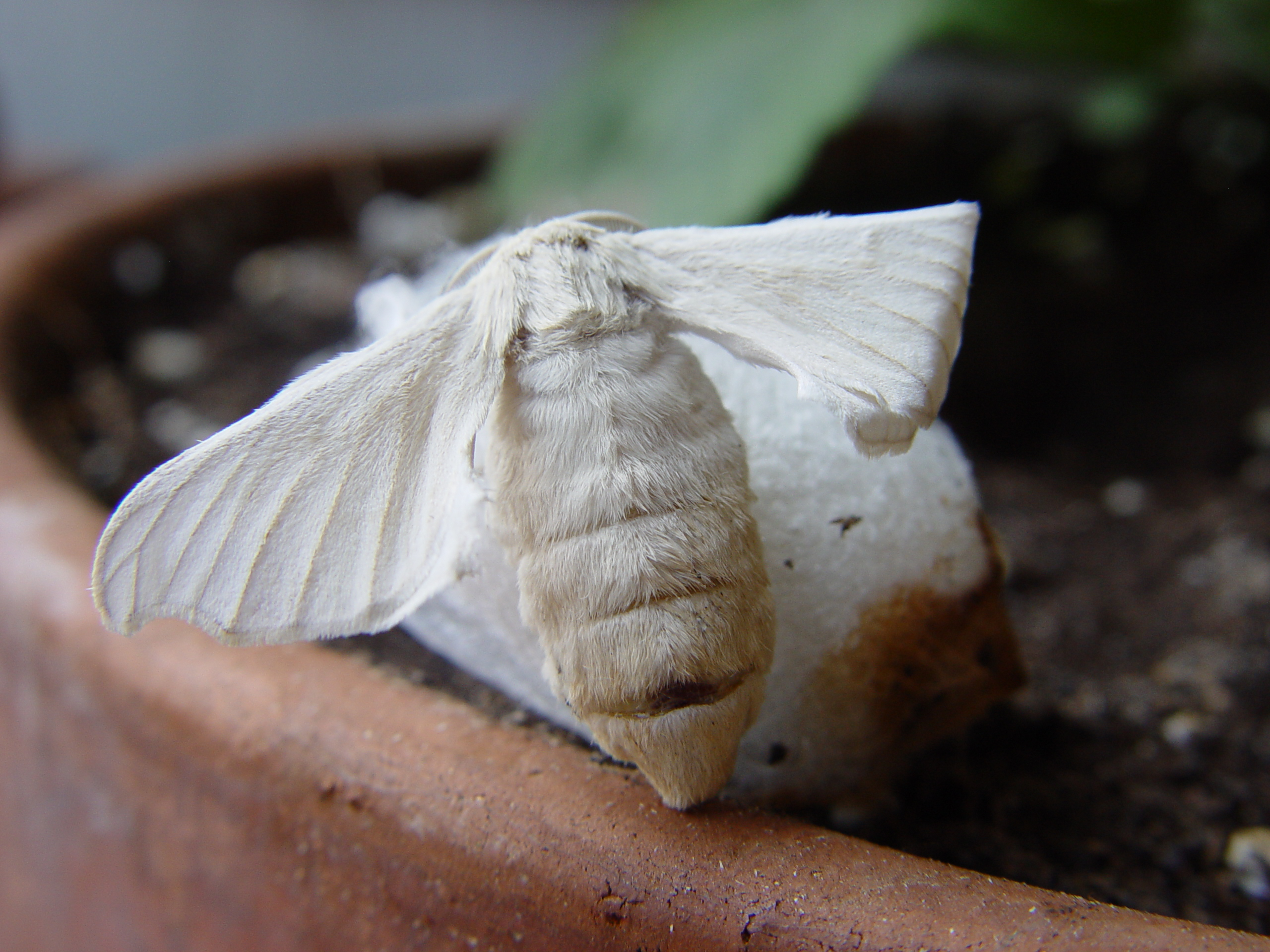
500.000 Duftdrüsen des weiblichen Seidenspinners (Bombyx mori L.) wurden benötigt, um die Molekülstruktur des Bombykols aufzuklären.

Ein Pheromon (Kofferwort aus altgriechisch φέρειν phérein ‚tragen‘ und Hormon) ist ein Botenstoff zur Informationsübertragung zwischen Individuen innerhalb einer Art. Der Begriff dient auch der Abgrenzung von anderen Semiochemikalien wie etwa den Allomonen, die der Kommunikation zwischen Individuen verschiedener Arten dienen. Der Chemiker Peter Karlson und der Zoologe Martin Lüscher prägten den Begriff Pheromon im Jahr 1959 und definierten ihn folgendermaßen:

„Substanzen, die von einem Individuum nach außen abgegeben werden und bei einem anderen Individuum der gleichen Art spezifische Reaktionen auslösen.“

Adolf Butenandt gelang nach fast 20-jähriger Arbeit im Jahr 1959 die endgültige Extraktion und Reinigung des ersten bekannten und nachgewiesenen Pheromons, des Bombykols, aus den Drüsen von mehr als 500.000 Seidenspinnerweibchen.

## Reizaufnahme
Pheromone werden unbewusst wahrgenommen. Sie können fortpflanzungsbezogene physiologische Vorgänge oder entsprechendes Verhalten beeinflussen. Im Unterschied zur Aufnahme von Reizen über das Geruchsorgan am Nasenhöhlendach, deren Verarbeitung durch den Bulbus olfactorius und das primäre olfaktorische System die Voraussetzung für bewusste Geruchswahrnehmungen ist, werden die Effekte von Pheromonen bei Wirbeltieren größtenteils über ein zusätzliches (akzessorisches) System vermittelt und gehen zumeist, doch nicht immer vom vomeronasalen Organ aus. Dieses besteht in einer besonderen Gruppierung sensorischer Rezeptoren, angeordnet um eine knorpelig gestützte tiefe Schleimhauttasche, die durch einen feinen Gang mit Mund- oder Nasenhöhle verbunden ist. Pheromone haben Einfluss auf Sexualverhalten, Sympathie und Antipathie und soziale Kontakte. Das Vomeronasalorgan findet sich nur bei einem Teil erwachsener Menschen – als unvollkommen ausgebildetes Organ, das so wohl nicht mehr funktionstüchtig ist. Es wird in der Embryonalperiode bei allen Menschen angelegt, doch später wieder zurückgebildet.

## Einteilung
Man kann Semiochemikalien gemäß ihrer Wirkung auf den Empfänger klassifizieren und weiter unterteilen. So werden beispielsweise Pheromone, die beim Empfänger nur eine Verhaltensantwort auslösen, als Releaser-Pheromone bezeichnet. Pheromone aber, die beim Empfänger eine erhebliche physiologische Veränderung verursachen, werden als Primer-Pheromone bezeichnet.
Eine weitere Einteilung ist über die Funktion des Pheromons möglich. So gibt es Aggregationspheromone, die dazu führen, dass sich zum Beispiel Borkenkäfer versammeln, um einen Baum zu befallen. Sexualpheromone dienen der Anlockung von Geschlechtspartnern. Aphrodisiakapheromone dienen der sexuellen Stimulation oder, da sie als Fraßgifte wirken können und beim Paarungsakt auf die Weibchen und anschließend auf die Brut übertragen werden, der Erhöhung der Überlebenschance der Brut. Alarmpheromone dienen der Warnung vor Fraßfeinden und Markierungs- und Spurpheromone der Markierung von Territorien und Wegen.

## Wirkungsweise
Die Wirkungsweise von Insektenpheromonen ist gut untersucht und verstanden. Über 90 Prozent der wissenschaftlichen Literatur zum Thema Pheromone bis zum Jahr 2010 beschäftigte sich mit Insektenpheromonen. Die verbleibende Literatur behandelt Pheromone bei Amphibien, Fischen, Würmern und vielen anderen Tierarten. Die Wirkung von Pheromonen bei anderen Tierarten ist teilweise weniger gut verstanden. So ist bei Fischpheromonen zum Teil der betreffende Stoff nicht isoliert oder eine Verhaltensantwort konnte nicht eindeutig nachgewiesen werden. Die Verhaltensantwort von Wirbeltieren auf Wirbeltierpheromone ist zum Teil von anderen Prozessen überlagert, sodass der Nachweis einer eindeutigen Wirkungsweise schwierig ist.